# Udipur
Udipur (en népalais : उदीपुर) est une ville du Népal situé dans le district de Lamjung. Au recensement de 2011, il comptait 2 692 habitants.